# Guy Novès
Guy Novès (Tolosa de Llenguadoc, conegut com Le gitan "El gitano", 5 de febrer de 1954) és un ex-jugador i entrenador francès de rugbi que s'exercia com a ala. Fou entrenador del Stade Toulousain de 1988 a 2015. El 29 de maig de 2015 la Federació Francesa de Rugbi va anunciar el seu fitxatge com a nou seleccionador de França càrrec que assumí després del Mundial d'Anglaterra 2015.

## Carrera de jugador
Fou jugador del Stade Toulousain fins a la seva retirada l'any 1988. Aquell mateix any fou nomenat entrenador i es va mantenir en el càrrec fins a acabada la temporada 2014/15 del Top 14. Amb ell d'entrenador, l'Stade Toulousain va aconseguir deu títols del Top 14, quatre de forma consecutiva (des de 1993/94 fins al 1996/97) i quatre Copa de Campions, sent l'entrenador francès amb més títols.
Nascut l'any 1954, Guy Novès pratica primer l'atletisme. És el posseïdor del rècord de França cadet de 1200 metres, abans de passar al rugbi als 20 anys. L'any2005, rep el trofeu del Tankard de la premsa britànica especialitzada (reunida en el si del Rugbi Union Writers Club des de 1961) de millor entrenador europeu i per a l'any 2006, és nomenat Cavaller de la Legió d'Honor. L'any 2010, per a la celebració dels quinze anys de l'European Rugby Cup (ERC), se li va atorgar el premi del millor entrenador europeu dels quinze últims anys.
L'agost de 2011, rebutja la proposició de ser seleccionador de França. Molt unit al club del seu cor i concentrat en els projectes en curs  tria quedar-se com mànager general del Stade Toulousain. Però quatre anys més tard, al maig de 2015, accepta dirigir a "Les Bleus" des de desembre de 2015 fins a la Copa Mundial del Japó 2019, succeint així a Philippe Saint-André després de la Copa del món.

Guy Novès va portar durant tretze temporades el mallot rosa de la ciutat de Tolosa de Llenguadoc, concretament entre entre 1975 i 1988. Conquista dos títols de campió de França de rugbi, les temporades 1985 i 1986. Completa el seu palmarès amb un challenge Yves du Manoir l'any 1988. Com a ala esquerre, compleix la segona meitat de la seva carrera sota les ordres del duo d'entrenadors Pierre Villepreux i Jean-Claude Skrela. Adeptes d'un joc de moviment, inculquen un estil al club, fet a base de conquestes i de joc de passades. Aquest tipus de joc, inspiraria a Novès en la seva filosofia.

### Selecció nacional
- 7 cops internacional amb la  Selecció de rugbi de França, des de 1977 (després del gran slam del Torneig de les cinc nacions de 1977) fins a 1979
- Seleccions per any : 3  l'any 1977 (contra Nova Zelanda 2 vegades, Romania), 2 l'any 1978 (Gal·les, Romania), 2 en 1979 (Irlanda, Gal·les)
- Torneigs de les cinc nacions jugats: 1978 (Gal·les) i 1979 (Irlanda, Gal·les).

## Carrera com a entrenador

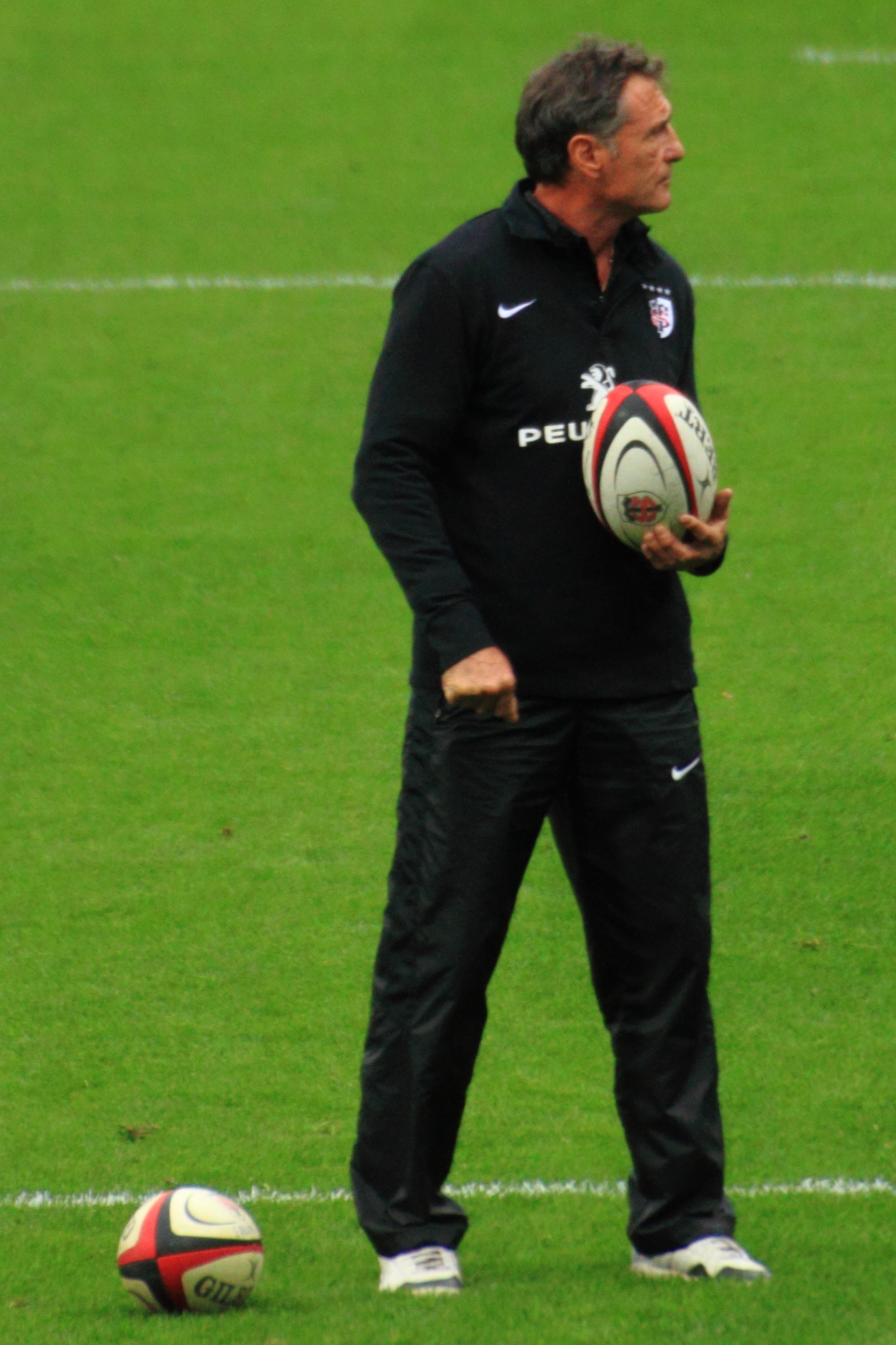
Guy Novès, durant l'escalfament abans del partit del Top 14 Stade Toulousain contra USA Perpinyà, del 5 de novembre de 2011

Una nit de 1993, Novès es cridat per Jean-René Bouscatel amb la intenció de contractar.lo per a ser el nou entrenador dels tolosencs. L'any 1994, Serge Laïrle s'uneix a ell com co-entrenador. Durant quatre anys, la seva col·laboració és altament eficaç amb quatre títols de campió de França, la challenge Yves du Manoir de 1995 i la primera Copa d'Europa de rugbi l'any 1996. La marxa de Laïrle va suposar que progressivament Novès agafés una major influència dins del club. La fi de carrera d'Albert Cigagna, deixava entreveure als seguidors que l'emblemàtic capità passaria a formar part del staff tècnic, però no va ser així i Novès decideix dirigir sol l'equip, dirigint a una generació de jugadors excepcional. El seu caràcter omnipotent, va suposar que alguns dels jugadors emblemàtics amb qui Novès no desitjava compartir el vestuari marxessin com Christian Califano a Nova-Zelanda, Christophe Deylaud al "Sporting Union Agen Lot-et-Garonne" o Stéphane Ougier que abandonà el rugbi.
| « | És com un gran germà. Sóc un privilegiat de trobar-me al seu costat. Tenim una confiança mútua. Quan no estic bé, sap reprende'm. Honrat, dret i exigent, pel que fa al joc practicat i als resultats, és un gran competidor que no planta res.> | » |

 A partir de la temporada 2010-2011, Guy Novès agafa com a assistent a l'antic mig Jean-Baptiste Élissalde per entrenar les línies de darrere.
Home de camp, seguia els partits del seu club des de la línia de banda, deixant a un dels seus assistents el paper d'observador des de dalt de les tribunes. Moltes vegades a la gatzoneta, el lloc més proper possible de la línia de banda, no deixava que ningú donés les darreres consignes al jugador que havia d'entrar al llarg del partit.

## Personatge controvertit
Personatge emblemàtic del seu club, Guy Novès és un mànager omnipresent. En l'entrenament, al banc o davant dels micros, ocupa l'escena, més mediatizado que el seu president, Jean-René Bouscatel. Adulat o odiat, el mestre de jugar del XV vermell i negre no deixa indiferent.
| « | Sap llegir en els homes com en un llibre. La seva capacitat d'esbrinar els caràcters a fi d'explotar el millor de cada individu no té equivalent. Tots els jugadors els que van passar per l'Stade Toulousain tenen respecte per aquest home. Des de fa onze anys que estic en aquest club, sé el que dirà o sobre que punt va insistir, però no obstant això, encara aconsegueix precisament el seu objectiu. | » |

 El seu rigor personal, ho exigeix de tots els seus col·laboradors i jugadors. Una mica paternalista, no critica mai els seus homes en públic; quan els jugadors ho necessiten, els defensa davant de la premsa o contra els "ritmes infernals" impostos pel calendari. Líder de tot el club, amb ell, els jugadors només parlen de rugbi. Quan una ocasió de parlar d'una altra cosa que de rugbi es presenta, és el mànager qui parla. De vegades adepte dels eufemismes i moltes vegades de la intoxicació abans de les trobades, dona la imatge d'un home estricte. Quan els jugadors celebren les victòries, s'esborra, deixant als seus homes mostrar la seva alegria.
| «            | Novès té molta que se li robi el seu tros del pastís. Vol l'èxit del club, però baix de la seva autoritat. | » |
| — Karl Janik | |   |

Fill d'obrers i net de republicans espanyols, és conegut per ser ideològicament pròxim a la dreta francesa. 
| « | Estic a favor de reconèixer a qui treballen. No tenia res; recollia cartrons per guanyar diners. La meva dona és anestesista, va fer onze anys d'estudis, va sacrificar la seva joventut. Durant aquest temps, algunes es divertien, fumaven porros. El Nadal d'aquest any les va passar sense dormir, al quiròfan. Vull dir que avui, em sembla que la dreta posa més en valor la importància del treball. | » |

És pare de dues filles, i d'un fill Vincent Terrail-Noves, alcalde Balmar i conseller regional de Midi-Pyrénées.

## Palmarès

### Carrera professional
- Campió del Top 14 de 1984/85 i 1985/86.
- Campió de la Copa de França de 1987/88.

### Entrenador
- Copa d'Europa de rugbi (4): 1996, 2003, 2005 i 2010 (finalista en 2004 i 2008) (té 125 partits europeus en la fi de la temporada 2011-2012, rècord de la competició)
- Campionat de França de rugbi (9): 1989, 1994, 1995, 1996, 1997, 1999, 2001, 2008, 2011 (finalista en 2003 i 2006)
- Challenge Yves du Manoir (1): 1995
- Copa de França (1): 1998
- Trofeu dels campions (1): 2001
- Trophée de Coubertin (1): 2012

A la fi de la temporada 2009/2010, havia entrenat 648 vegades als vermells i negres en partit oficial (457 victòries,17 empats,174 derrotes)
- 468 partits de Campionat de França (337 victòries, 11 empats, 120 derrotes)
- 110 partits de Copa d'Europa (78 victòries, 4 empats, 28 derrotes)
- 37 partits de Challenge Yves du Manoir (22 victòries, 1 emapate, 14 derrotes)
- 13 partits de Copa de França (7 victòries, 1 empat, 5 derrotes)
- 12 partits de Copa de la Lliga (9 victòries, 3 derrotes)
- 7 partits del Challenge Sud Radio (3 victòries, 4 derrotes)
- 1 partit del trofeu dels campions (1 victòria)

## Varis
En 2011, fa una aparició en Li Fils à Jo, realitzat per Philippe Guillard. Durant l'escena de la banquet de noces celebrat en un camp de rugbi, Guy Novès brinda per l'esposa de Jo Cannavaro, el personatge interpretat per Gérard Lanvin.